# Halina Jawor
Halina Jawor – polska piosenkarka, wokalistka i współzałożycielka zespołu Krywań.
Urodziła się w Zakopanem. Studiowała na Akademii Muzycznej w Katowicach. W 1973 roku wraz z bratem Ryszardem Jaworem i Janem Karpielem założyła zespół Krywań. W latach 1980–1992 występowała za granicą. W 1994 roku wystąpiła w spektaklu telewizyjnym pt. Na szkle malowane. W 1998 roku nawiązała współpracę z Romualdem Lipko. W 1999 roku zaśpiewała piosenkę pt. „Na Księżej Łące”, według muzyki Romualda Lipki i tekstu Andrzeja Mogielnickiego. W 2000 roku Halina Jawor oraz Krzysztof Cugowski zaśpiewali piosenkę „Adam i Ewa”, do serialu o tym samym tytule. W 2005 roku wzięła udział w nagraniu piosenki charytatywnej pt. „Pokonamy fale”. W tym samym roku wydała album Co się komu śni. W 2023 roku podczas 54. Międzynarodowego Festiwalu Folkloru Ziem Górskich otrzymała nagrodę „Siła Korzeni”.